# Street Fighter III
Street Fighter III es una serie de videojuegos de peleas pertenecientes a la franquicia Street Fighter producida por Capcom, que fueron lanzados entre 1997 y 1999 para el sistema de hardware CPS-3 y relanzados posteriormente en la consola Dreamcast entre 1999 y 2000. Poseen una conversión a las consolas Xbox 360 y PS3 con soporte en línea, y gracias al Street Fighter 30th Anniversary Collection se pueden jugar en Nintendo Switch, Xbox One, PS4 e incluso PS5 por su retrocompatibilidad.
La serie de videojuegos Street Fighter III está compuesta por tres videojuegos:
- Street Fighter III: New Generation (en la marquesina de la máquina aparece solo el título "Three")

- Street Fighter III: 2nd Impact - Giant Attack

- Street Fighter III: 3rd Strike - Fight for the Future (llamado por muchos como solamente "3rd Strike")

## La serie y los juegos
El primer juego de la serie de videojuegos Street Fighter III, al cual se le dio el nombre de Street Fighter III: New Generation, se lanzó por primera vez en febrero de 1997 en Arcade. El segundo llamado Street Fighter III: Second Impact se lanzó por primera vez el 28 de septiembre de 1997 en Arcade. El tercero y último llamado Street Fighter III: Third Strike se lanzó por primera vez el 12 de mayo de 1999 en Arcade.
En 2011 se lanzó una versión en línea descargable del videojuego Street Fighter III: 3rd Strike titulada Street Fighter III: Third Strike Online Edition para PlayStation Network y Xbox Live Arcade.
Inicialmente, Street Fighter III contó con solo diez personajes, pero posteriormente se introdujeron otros más en la segunda y tercera entrega. En este juego se introdujo un nuevo protagonista llamado Alex.

## Forma de juego
La característica principal en este juego fue el "bloqueo ofensivo" (Conocido como "Parrying"). Se requiere presionar adelante (o abajo, si es un ataque bajo) al hacer contacto el ataque del oponente.
El bloqueo aéreo (introducido en la serie Alpha) fue eliminado para darle mayor constancia al juego, pero se puede hacer "Parrying" aéreo.
El sistema de las "Súper Artes" es muy parecido a los súper movimientos de otros juegos, con la diferencia que en Street Fighter III, el jugador deberá escoger uno de los tres súper artes que su personaje realizará antes de la pelea. Cada súper arte tiene su propia longitud de barra de poder, y una cierta cantidad de "unidades" que puede acumular. A partir de Second Impact, se implementaron los movimientos EX, similares a los movimientos ES (Enhanced Special moves) de Darkstalkers, que son versiones aumentadas de los movimientos especiales. Es ejecutado haciendo el mismo movimiento de la técnica, presionando dos puños o patadas, dependiendo de cual sea esta técnica. La barra de Súper Artes es reducida dependiendo del personaje y del ataque realizado.

## Personajes

### Personajes deNew Generation
Seleccionables:
| Estados Unidos | Alex         |
| Inglaterra     | Dudley       |
| Kenia          | Elena        |
| Japón          | Ibuki        |
| Estados Unidos | Ken Masters  |
| Rusia          | Necro        |
| Brasil         | Oro          |
| Japón          | Ryu          |
| Brasil         | Sean Matsuda |
| China          | Yang         |
| China          | Yun          |

#### Jefe final
| País Desconocido | Gill |

#### Resumen de los Personajes
- Alex: Humano que busca venganza contra Gill, fue concebido como el protagonista principal del juego.
- Ryu: Uno de los personajes principales de la saga Street Fighter.
- Ken: Uno de los personajes principales de la saga Street Fighter.
- Dudley: Boxeador que ingresa al torneo para recuperar el auto de su padre, ahora en poder de Gill.
- Elena: Princesa de una tribu en Kenia, entra al torneo para conocer y hacer nuevos amigos.
- Ibuki: Estudiante de Ninjitsu, fue enviada para arruinar los planes de Gill.
- Necro: Su auténtico nombre es Illia, era un chico normal hasta que Gill lo secuestró para el Proyecto G y mutó en Necro. Entró en el torneo para encontrar y derrotar a Gill, pero fue detenido, sin embargo apareció su novia Effie y lo salvó, ahora huyen juntos. Necro es lo más cercano a una criatura ideada por Jonás Barnaby, ya que su perfil genético ha sido modificado, así poder ser usado como un arma biológica dándole poderes especiales y una misión desconocida que decidió no cumplir. Al parecer se encuentra envuelto en una relación romántica o de matrimonio, siendo que tiene un noviazgo con Effie.
- Oro: Anciano ermitaño con unos poderes que le otorgan una larga vida. Le falta un brazo, pero en realidad no es manco, sino que selló dicho brazo ya que, al ser tan poderoso, si luchaba con un solo brazo podría darles a sus rivales la oportunidad de enfrentarse a él en un combate más igualado. Durante el tercer Street Fighter, sintió que había llegado la hora de encontrar a un alumno. Esa fue la razón por la que entró en el tercer torneo. Finalmente, Ryu fue quien le impresionó y lo buscó para llevárselo como alumno. Ryu aún entrena con Oro. Extrañamente, no se sabe por qué Sakura no lo ha encontrado (tal vez coincidiera con el momento en que Sakura dejara finalmente la lucha).
- Sean Matsuda: Estudiante de Ken que entra al torneo para demostrarle a él que es el mejor luchador del mundo. Es experto en combate a estilo de baloncesto.
- Yang (aprendiz de Gen)
- Yun (aprendiz de Lee)

Final:
- Gill (No seleccionable) (Solo seleccionable en las versiones Dreamcast, PS2 y la edición descargable para PS3 y Xbox 360): Líder de los Illuminatium y hermano de Urien, controla el fuego y el hielo.

### Agregados enSecond Impact
| Japón    | Gouki       |
| Alemania | Hugo Andore |
| México   | Urien       |

#### Resumen de los Personajes
- Akuma (Gouki en Japón) (regresa de Super Street Fighter II Turbo)
- Hugo (Proviene de Final Fight, conocido mundialmente como Andore): Exmiembro de la Organización Criminal "Mad Gear", esta vez entra al torneo para demostrar su fuerza y demostrar que es más fuerte que Ryu retándolo a un combate. Su estilo es la Lucha Libre, es un personaje fuerte y pesado, abandonó la vida delictiva para dedicarse a ganarse la vida honradamente en los cuadriláteros de pelea ya que con el tiempo destacó como luchador de Lucha Libre y viene acompañado junto a su mánager y mejor amiga Poison.
- Urien: Es el hermano de Gill y quiere hacerse con el control de la organización Illuminatium. Sus poderes son el control de los elementos Tierra, Electricidad y Espejo.

### Agregados enThird Strike
| China   | Chun-Li |
| Japón   | Makoto  |
| Francia | Remy    |
| Rusia   | Twelve  |
| ?       | Q       |

#### Resumen de los Personajes
- Chun-Li: Miembro que investiga la desaparición de su hija adoptiva, la cual tiene que ver con la organización de Gill.
- Makoto: Luchadora que busca mostrar al mundo que su karate es el mejor. Y para esto busca derrotar a Ryu.
- Q: Existe muy poca información de Q, solo se sabe que fue testigo de la caída de Shadaloo, además de que en su final se reportan casos de desastres en todo el mundo, siendo él el principal sospechoso
- Remy: Luchador que odia a los guerreros callejeros, y posee sus movimientos muy similares a los del estadounidense Guile.
- Twelve: Prototipo de la nueva línea de fabricación de mutantes que no pueden conservar su memoria, tiene la capacidad de transformarse en cualquier luchador del torneo, copiar sus habilidades y superpoderes, asimismo puede hacerse invisible y usa su capacidad mórfica para detonar ataques devastadores emulando con sus extremidades todo tipo de armas cortantes.

## Desarrollo
Capcom anunció que Street Fighter III se encontraba en desarrollo durante una reunión el 27 de marzo de 1996, en Tokio, Japón. Posteriormente manifestó que el desarrollo tuvo una duración de más de dos años.
El juego se reveló por primera vez en la feria de muestras de la Japanese Amusement Machine Manufacturers' Association como parte de la cinta de demostración del área de relaciones públicas de Capcom. En una entrevista realizada poco antes de esta feria el planificador de Capcom Shinji Mikami expresó que sería imposible adaptar Street Fighter III a alguna de las consolas caseras que en ese entonces se encontraban a la venta. Esto inició rumores de que será adaptado a la consola Panasonic M2, que aún no se encontraba en el mercado. En enero de 1997, personal de IGN presenció en Japón una demostración de una versión de desarrollo de Street Fighter III para el periférico Nintendo 64DD del Nintendo 64, que estaba programado para lanzarse a finales de 1997 aunque Capcom se refirió al lanzamiento de la versión de Nintendo 64 como "únicamente un rumor". Rectificando las declaraciones previas de Mikami, a finales de 1997 Capcom expresó que sería posible crear una versión del juego para la consola Sega Saturn si se usaba uno de sus cartuchos de ampliación de memoria RAM.
Como Street Fighter III se desarrolló para el sistema arcade CPS-3 fue posible crear sprites más complejos y numerosos. Cada personaje está conformado por entre 700 y 1200 cuadros de animación mostrándose a sesenta cuadros por segundo.
Noritaka Funamizu, productor general de Capcom, explicó la entonces controvertida decisión de mantener a la serie de Street Fighter en 2D: «sentimos que 3D no es realmente apropiado para luchas lado a lado [...] y, para ser franco, Capcom no tiene la técnica para mostrar gráficas de alta calidad en 3D».

## Conversiones
La saga Street Fighter III ha tenido pocas conversiones a consolas domésticas, debido a la placa en la que se lanzó. Se tenía pensado hacer una conversión a Sega Saturn, pero debido a las bajas ventas de la consola en América y Europa se canceló.
En 1999, Capcom lanzó el juego compilatorio Street Fighter III: Double Impact (Street Fighter III: W Impact en Japón) para la consola Dreamcast de Sega, que contenía New Generation y su secuela 2nd Impact. Esta compilación incluye modos Arcade, Versus y Entrenamiento para ambos juegos, así como el modo «Parry Attack Mode» para 2nd Impact, en el que el jugador puede poner a prueba su habilidad para usar la mecánica parry. También es posible seleccionar a Gill en ambos juegos y a Shin Akuma en 2nd Impact, los cuáles sólo podían controlarse por la CPU en la versión arcade. 2 años después, en 2001 se lanzó Street Fighter III: 3rd Strike por separado para la misma consola.
En 2004, se hicieron conversiones de Street Fighter III: Third Strike para las consolas PlayStation 2 y Xbox en el recopilatorio Street Fighter Anniversary Collection. Third Strike también tuvo su lanzamiento como juego independiente en la PlayStation 2, pero sólo en Japón.
Street Fighter III: Third Strike estuvo disponible como juego descargable para Xbox 360 a través de Xbox Live, y en PlayStation 3 a través de PSN, las dos versiones tienen modo versus en línea.
Los tres juegos de Street Fighter III se incluyeron en el compilatorio Street Fighter 30th Anniversary Collection Para PlayStation 4, Xbox One, Nintendo Switch y PC.

## Otros datos
En Japón, América y Europa se celebran torneos del juego (principalmente de Third Strike), los más famosos donde el juego ha estado presente son Super Battle Opera SBO "Tougeki" (Japón)y el EVO (USA), en el que además tuvo lugar el Evo Moment 37.
La banda sonora de New Generation fue lanzada en disco compacto por el sello discográfico First Smile Entertainment en 1997. Los temas musicales tienen elementos de drum and bass, jazz, hip-hop, house y techno. Yuki Iwai trabajó en las bandas sonoras de New Generation y 2nd Impact y Hideki Okugawa trabajó en todos los juegos de Street Fighter III.